# Democrito Gandolfi
Democrito Gandolfi  (né en 1797 à Bologne, mort en 1874 dans cette même ville) est un sculpteur italien de la période néoclassique, actif au XIXe siècle. Il est le fils de Mauro Gandolfi, membre d'une famille d'artistes italiens, des peintres prolifiques et le demi-frère de Clementina Gandolfi, avec elle un des derniers représentants de l'école bolonaise, née deux siècles plus tôt.

## Biographie
Après avoir suivi les cours de la Reale Accademia de Brera à Milan, Democrito Gandolfi reçoit, le 2 mars 1824, commande d'une statue de saint Michel, du donneur d'ordre du cimetière de Brescia afin de la placer au-dessus du maître-autel ainsi que de treize bustes représentant des saints (situés dans les niches du tambour), deux lions et deux pleureuses pour l'église Saint-Michel située à l'intérieur du cimetière. 
Il participe à l'exposition de Brera en 1825 avec le buste du comte Antonio Fenaroli Avogadro, un buste de jeune femme et le buste du Cavalier professeur Borda.
Le 11 juin 1829, la ville de Milan lui passe commande de deux des huit statues ornant la Porta Venezia, (Cérès pour l'allégorie de l'Agriculture) et (Vulcain, pour l'Industrie). 
Son père Mauro décède en 1834. À cette occasion il réalise le buste de celui-ci pour le tombeau familial situé au cimetière monumental de la Chartreuse de Bologne.
Democrito s'établit à Milan en 1836 où il ouvre un atelier.
Il participe aux expositions de Brera de 1837, avec le  buste de la Princesse Albani,  et en 1838 avec les statues du Printemps et le buste de la comptesse Gismondi.
Il travaille pour la noblesse de Brescia qui le commissionne pour des bustes, médaillons et des monuments funéraires.
En 1845, il sculpte pour la Villa Mylius Vigoni à Menaggio, en province de Côme, la mère de Moïse figée sur le marbre lors de la séparation d'avec son fils.  
Quelques ébauches en terre cuite sont visibles à la pinacothèque de Bologne.
Il décède à Bologne en 1874 et est enterré dans le caveau de famille au cimetière monumental de la Chartreuse de Bologne.

## Œuvres
- Statues de Cérès et de Vulcain, Porta Venezia, Milan.
- Buste de la Princesse Albani (1837).
- Statue du Printemps (1837), commandée par la comptesse Samoyloff.
- Buste de la comptesse Gismondi, poétesse d’Arcadie connue sous le nom de Lesbia Cidonia,  Bibliothèque Angelo Mai, Bergame.
- Buste d'Antonio Fenaroli Avogadro,(1825),collection privée, Brescia.
- Médaillons de Raffaello Sanzio et de Galileo Galilei (1832), cour du palais du comte Paolo Tosio, Brescia.
- Amour avec lyre, Musées civiques, Brescia.
- Bustes de Napoléon Bonaparte et d'Antonio Canova, Musées Civiques, Brescia.
- Médaillon en terre cuite représentant Napoléon sur les ailes d'un aigle, Musées Civiques, Brescia.
- Médaillon à l'effigie de Vincenzo Bellini, Musée Theatral de la Scala, Milan.
- La Femme voilée dite La Mendiante, Musée de Picardie, Amiens.
- Mère de Moïse se séparant de son enfant (1845), Villa Mylius Vigoni, Menaggio.

## Sources
- Museo Virtuale della Certosa, Democrito Gandolfi, Chiostro III, Adriana Conconi Fedrigolli.